# Prisma de Glan-Thompson
Un prisma de Glan-Thompson es un tipo de prisma óptico polarizador semejante al prisma de Nicol y consistente en dos prismas triangulares rectos de calcita unidos por la hipotenusa con pegamento óptico, (tradicionalmente el bálsamo de Canadá). Los ángulos ópticos de los cristales son paralelos entre sí y perpendiculares al plano de reflexión. La luz entrante se divide en dos haces que experimentan distintos índices de refracción por efecto de la birrefringencia, se refleja el haz ordinario polarizado "p" por un proceso de reflexión interna total mientras que transmite el haz extraordinario polarizado "s".
Otra aplicación importante de bálsamo de Canadá es en la construcción del prisma de Glan-Thompson en un cristal de calcita cortado en dos mitades, originalmente cementado con el Bálsamo de Canadá se coloca entre las dos capas. La calcita es un cristal anisotrópico y tiene diferentes índices de refracción para los rayos polarizados en direcciones paralelas y perpendiculares a lo largo de su eje óptico. Estos rayos con diferentes índices de refracción son conocidos como los rayos ordinarios y extraordinarios. El índice de refracción de bálsamo de Canadá se encuentra entre el índice de refracción de los rayos ordinarios y extraordinarios. Por lo tanto el rayo ordinario será totalmente reflejada internamente. El rayo emergente será linealmente polarizada, y tradicionalmente esta ha sido una de las maneras más populares de la producción de luz polarizada.
Comparado con el semejante prisma de Glan-Foucault, el de Glan-Thompson tiene un ángulo de aceptación mayor pero un límite de irradiancia máxima mucho menor debido a la unión con pegamento.
Tradicionalmente el bálsamo de Canadá era usado cómo el cemento para ensamblar los prismas, pero éste ha sido grandemente reemplazado por polímeros sintéticos.